# Fundulus zebrinus
Fundulus zebrinus är en fiskart som beskrevs av Jordan och Gilbert, 1883. Fundulus zebrinus ingår i släktet Fundulus och familjen Fundulidae. Inga underarter finns listade i Catalogue of Life.